# النوايل (ترمس)
النَّوَايِل أو نوايل تاجة ترمس هي قرية وبلدية في مقاطعة شلمنقة في غرب إسبانيا ، وهي جزء من مجتمع الحكم الذاتي في قشتالة ليون . تقع على 34 كيلومتر (21 ميل) من مدينة شلمنقة ويبلغ عدد سكانها 93 نسمة. تغطي البلدية مساحة 20 كيلومتر مربع (7.7 ميل2) .
تقع القرية على مساحة 802 متر (2,631 قدم) فوق مستوى سطح البحر والرمز البريدي هو 37111.